# Šećerni alkohol
Šećerni alkohol (poliol, polihidroksilni alkohol, polialkohol, glicitol) je hidrogenisana forma ugljenog hidrata, čija karbonilna grupa (aldehid ili keton, redukujući šećer) je redukovana do primarne ili sekundarne hidroksilne grupe (otuda alkohol). Šećerni alkoholi imaju opštu formulu , dok šećeri imaju formulu . U hrani se šećerni alkoholi obično koriste kao zamena stonog šećera (saharoze), često u kombinaciji sa veštačkim zaslađivačima visokog intenziteta da bi se kompenzovala manja sladkost. Među njima, ksilitol je verovatno najpopularniji usled sličnosti sa saharozom po izgledu i slatkoći. Šećerni alkoholi ne doprinose propadanju zuba.
Konzumiranje šećernih alkohola utiče na nivoe šećera u krvi. Šećerni alkoholi mogu da uzrokuju nadimanje i dijareju kad se konzumiraju u eksesivnim količinama.
Neki od često korištenih šećernih alkohola su:
- Metanol (1 ugljenik)
- Glikol (2 ugljenika)
- Glicerol (3 ugljenika)
- Eritritol (4 ugljenika)
- Treitol (4 ugljenika)
- Arabitol (5 ugljenika)
- Ksilitol (5 ugljenika)
- Ribitol (5 ugljenika)
- Manitol (6 ugljenika)
- Sorbitol (6 ugljenika)
- Galaktitol (6 ugljenika)
- Fucitol (6 ugljenika)
- Iditol (6 ugljenika)
- Inozitol (6 ugljenika; ciklični šećerni alkohol)
- Volemitol (7 ugljenika)
- Izomalt (12 ugljenika)
- Maltitol (12 ugljenika)
- Laktitol (12 ugljenika)
- Poliglicitol

Disaharidi i monosaharidi mogu da formiraju šećerne alkohole. Kada su izvedeni iz disaharida (npr. maltitol i laktitol), oni nisu potpuno hidrogenisani, već je jedna aldehidna grupa dostupna za redukciju.
Najjednostavniji šećerni alkoholi, etilen glikol i metanol, su slatki, ali su notorno toksični. Oni su hemikalije koje se koriste u antifrizu. Kompleksniji šećerni alkoholi uglavnom nisu toksični.

## Šećerni alkoholi kao prehrambeni aditivi
| Ime                    | Slatkoća relativno na sahoarozu | Prehrambena energija () | Slatkoća po prehrambenog energiji |
| ---------------------- | ------------------------------- | ----------------------- | --------------------------------- |
| Arabitol               | 0.7                             | 0.2                     | 14                                |
| Eritritol              | 0.812                           | 0.213                   | 15                                |
| Glicerol               | 0.6                             | 4.3                     | 0.56                              |
|                        | 0.4–0.9                         | 3.0                     | 0.52–1.2                          |
| Izomalt                | 0.5                             | 2.0                     | 1.0                               |
| Laktitol               | 0.4                             | 2.0                     | 0.8                               |
| Maltitol               | 0.9                             | 2.1                     | 1.7                               |
| Manitol                | 0.5                             | 1.6                     | 1.2                               |
| Sorbitol               | 0.6                             | 2.6                     | 0.92                              |
| Ksilitol               | 1.0                             | 2.4                     | 1.6                               |
| Relatino sa: saharozom | 1.0                             | 4.0                     | 1.0                               |

## Spoljašnje veze
- [мртва веза]